# Марьинский ручей
Ма́рьинский ручей — ручей в Новомосковском административном округе города Москвы, проходящий с северо-запада на юго-восток по территории Валуевского лесопарка, правый приток Ликовы.
Назван по селу Марьино, расположенному на значительном удалении от ручья.
Ценный природный объект и памятник истории, входит в состав планируемой ООПТ «Ликова». В окрестностях ручья произрастают редкие растения, занесённые в Красную книгу Московской области.